# 森のくまさん、冬眠中。
『森のくまさん、冬眠中。』（もりのくまさん とうみんちゅう）は、ハルチカによる漫画作品。2020年6月8日より『森のくまさん、冬眠中に乳首を愛でられました｡』のタイトルでComicFestaほかにて連載され、単行本では上記タイトルで発売された。

## あらすじ
クマのノワは、一人でいた子犬を拾い、アイリと名付け育てていた。冬になり、ノワは友人であるコウにアイリを預け、自分は冬眠に入る。ノワが目覚めると、そこには大きく成長したアイリがノワの乳首を舐めており、ノワと交尾をすることを求める。

## 登場キャラクター
声はドラマCD・オンエア版アニメ / プレミアム版アニメの声優。
アイリ
声 - 天﨑滉平 / 可惜未めい
アイリッシュウルフハウンド。やんちゃな性格。
ノワ
声 - 興津和幸 / 夜乃かずお
ツキノワグマ。アイリの育て親。
コウ
声 - 河西健吾 / 露斗母屋
ジャコウネコ。面倒見がいい。
ワタリ
声 - 山下誠一郎 / タン塩旨太郎
ワタリガラス。マイペース。

## 書誌情報
- ハルチカ 『森のくまさん、冬眠中。』 彗星社〈Glanz BL comics〉、既刊7巻（2025年2月18日現在）
  1. 2021年7月18日発売[4]、ISBN 978-4-434-28825-8
    - （ドラマCD付き特装版）同日発売[5]、ISBN 978-4-434-28826-5

  2. 2021年12月18日発売[6]、ISBN 978-4-434-29441-9
  3. 2022年7月18日発売[7]、ISBN 978-4-434-30268-8
  4. 2023年2月18日発売[8]、ISBN 978-4-434-31202-1
    - （ドラマCD付特装版）同日発売[9]、ISBN 978-4-434-31203-8

  5. 2023年11月17日発売[10]、ISBN 978-4-434-32532-8
    - （小冊子付特装版）同日発売[11]、ISBN 978-4-434-31203-8

  6. 2024年7月18日発売[12]、ISBN 978-4-434-33801-4
  7. 2025年2月18日発売[13]、ISBN 978-4-434-34920-1

## テレビアニメ
2022年7月4日から9月12日までTOKYO MX、BS11にて放送。AnimeFestaでは、年齢制限のあるプレミアム版が独占配信される。
放送前週には「新番組『森くま』特番〜冬眠明けから初出し映像!?解禁SP〜」を放送したほか、3話の翌週と6話の翌週にはそれぞれ3.5話および6.5話の番外編となる「森のくまさん、休憩中。①」および「②」を放送。

### スタッフ
- 原作 - ハルチカ
- 企画・プロデュース - 瀬川章子
- 監督 - 古賀一臣[3]
- 脚本 - 夏冬しのび[3]
- キャラクターデザイン - 鬼澤近至[3]
- 総作画監督 - 林あすか、山中いづみ[3]
- 衣装デザイン - 橋本真希[3]
- 色彩設計 - やぐちさえ[3]
- 美術設定 - 佐藤桃子[3]
- 美術監督 - 中津海瑠夏[3]
- 撮影監督 - 板倉あゆみ[3]
- 編集 - 新海コウキ[3]
- 音響監督 - えんどうさとこ[3]
- 音響制作 - ブラックフラッグ[3]
- プロデューサー - そうまあかり
- アニメーションプロデューサー - スパイシー三郎
- アニメーション制作 - studio HōKIBOSHI[3]
- 製作 - 彗星社[3]

### 主題歌
「繋いだ手とぬくもりと」
アイリ（天﨑滉平）とノワ（興津和幸）によるオンエア版主題歌。作詞・作曲・編曲は柊莉⾳、監修は小林達矢。

### 各話リスト
| 話数    | サブタイトル                      | 絵コンテ       | 演出           | 作画監督                            | 初放送日      |
| ------- | --------------------------------- | -------------- | -------------- | ----------------------------------- | ------------- |
| 第1話   | クマさんの冬ごもり                | 古賀一臣       | 古賀一臣       | 櫻井拓郎 大飛龍狂一                 | 2022年 7月4日 |
| 第2話   | 親離れの時                        | わたせとしひろ | わたせとしひろ | 山中いづみ 李文生 櫻井拓郎 松木泰憲 | 7月11日       |
| 第3話   | 数年ぶりの発情期                  | わたせとしひろ | わたせとしひろ | 中本尚 片岡惠美子 宇津木勇          | 7月18日       |
| 第3.5話 | 番外編『森のくまさん、休憩中。』① | -              | -              | -                                   | 7月25日       |
| 第4話   | ワンコのお願い                    | わたせとしひろ | わたせとしひろ | 大飛龍狂一 片岡惠美子               | 8月1日        |
| 第5話   | 乳首保護計画                      | にわ素彦       | にわ素彦       | 櫻井拓郎 西川真人 長川薫            | 8月8日        |
| 第6話   | はじめてのお仕事                  | にわ素彦       | にわ素彦       | はっとりますみ 權龍狀               | 8月15日       |
| 第6.5話 | 番外編『森のくまさん、休憩中。』② | -              | -              | -                                   | 8月22日       |
| 第7話   | デートのお誘い                    | 凪早苗         | 神原敏昭       | 大飛龍狂一 はっとりますみ 三沢聖矢  | 8月29日       |
| 第8話   | クマさんのトラウマ                | 凪早苗         | 神原敏昭       | 西川真人 中山大志 香揺木宏夢        | 9月5日        |
| 第9話   | 恋人になりたい                    | 古賀一臣       | 古賀一臣       | 山中いづみ 李文生 櫻井拓郎          | 9月12日       |

### 放送局
| 放送期間               | 放送時間                     | 放送局   | 対象地域 | 備考                  |
| ---------------------- | ---------------------------- | -------- | -------- | --------------------- |
| 2022年7月4日 - 9月12日 | 月曜 1:00 - 1:05（日曜深夜） | TOKYO MX | 東京都   |                       |
|                        |                              | BS11     | 日本全域 | BS放送 / 『ANIME+』枠 |

インターネットではYouTube、ニコニコ動画、dアニメストア、U-NEXT、アニメ放題、ビデオマーケットにて月曜1時にオンエア版が配信され、AnimeFestaでは年齢制限のあるプレミアム版も含めて先行配信される。